# 铁路径
铁路径是铁路路权上的一条共享使用路径。铁路径通常是在铁路被废弃和轨道被拆除后建造的，但也可能与现有铁路、轻轨或有轨电车（带轨道的轨道）或铁路废线共享路权。作为共享使用路径，铁路径主要用于非机动交通，包括行人、自行车、骑马者、滑冰者和越野滑雪者，尽管雪地摩托和ATV可能是允许的。废弃铁路的特点——平缓的坡度、精心设计的路权和结构（桥梁和隧道），以及穿过历史区域的通道——为铁路径提供了条件，也是其受欢迎的原因。许多铁路径是长距离步道，而一些较短的铁路步道被称为绿道或线性公园。

## 历史
美国境内已有几千英里的铁路遭到废除，多数是自1965年至2005年期间。建路权建立后得以将废线用于其他有意义的交通，其中就包括“铁路径”。